# Discografia de Gloria Groove
A discografia de Gloria Groove, um cantor e compositor drag queen brasileiro consiste em 3 álbuns de estúdio, 2 álbuns ao vivo, 2 extended plays e 51 singles (incluindo 26 como artista convidado) e 6 singles promocionais lançados desde o início de sua carreira. Em 2016 foi lançado o primeiro single de Gloria Groove, a canção Dona.

## Álbuns

### Álbuns de estúdio
| Álbum        | Detalhes                                                                                            | Certificados      |
| ------------ | --------------------------------------------------------------------------------------------------- | ----------------- |
| O Proceder   | - Lançamento: 3 de fevereiro de 2017 - Formatos: Download digital, streaming - Gravadora: SB Music  | —                 |
| Lady Leste   | - Lançamento: 10 de fevereiro de 2022 - Formatos: Download digital, streaming - Gravadora: SB Music | - PMB: 3× Platina |
| Futuro Fluxo | - Lançamento: 9 de novembro de 2023 - Formatos: Download digital, streaming - Gravadora: SB Music   | - PMB: 1× Ouro    |

### Álbum ao vivo
| Álbum                    | Detalhes                                                                                         |
| ------------------------ | ------------------------------------------------------------------------------------------------ |
| Lady Leste (Ao Vivo)     | - Lançamento: 10 de agosto de 2023 - Formatos: Download digital, streaming - Gravadora: SB Music |
| Serenata da GG (Ao Vivo) | - Lançamento: 9 de abril de 2025 - Formatos: Download digital, streaming - Gravadora: SB Music   |

## Extended plays(EPs)
| Álbum    | Detalhes                                                                                           |
| -------- | -------------------------------------------------------------------------------------------------- |
| Alegoria | - Lançamento: 12 de novembro de 2019 - Formatos: Download digital, streaming - Gravadora: SB Music |
| Affair   | - Lançamento: 1 de dezembro de 2020 - Formatos: Download digital, streaming - Gravadora: SB Music  |

## Singles

### Como artista principal
| Ano  | Canção                                                         | Certificados       | Álbum                         |
| ---- | -------------------------------------------------------------- | ------------------ | ----------------------------- |
| 2016 | "Dona"                                                         |                    | O Proceder                    |
| 2016 | "Império"                                                      |                    | O Proceder                    |
| 2017 | "Gloriosa"                                                     |                    | O Proceder                    |
| 2017 | "Muleke Brasileiro"                                            |                    | O Proceder                    |
| 2017 | "Bumbum de Ouro"                                               |                    | Não adicionado à nenhum álbum |
| 2018 | "Arrasta" (part. Leo Santana)                                  |                    | Não adicionado à nenhum álbum |
| 2018 | "Apaga a Luz"                                                  |                    | Não adicionado à nenhum álbum |
| 2019 | "Coisa Boa"                                                    |                    | Não adicionado à nenhum álbum |
| 2019 | "YoYo" (part. Iza)                                             |                    | Não adicionado à nenhum álbum |
| 2019 | "Mil Grau"                                                     |                    | Alegoria                      |
| 2019 | "Magenta Ca$h" (part. Monna Brutal)                            |                    | Alegoria                      |
| 2019 | "Sedanapo"                                                     |                    | Alegoria                      |
| 2019 | "A Caminhada"                                                  |                    | Alegoria                      |
| 2020 | "Incondicional" (part. Gina Garcia)                            |                    | Não adicionado à nenhum álbum |
| 2020 | "A Tua Voz"                                                    |                    | Affair                        |
| 2020 | "Vício"                                                        |                    | Affair                        |
| 2020 | "Sinal"                                                        |                    | Affair                        |
| 2020 | "Suplicar"                                                     |                    | Affair                        |
| 2020 | "Radar"                                                        |                    | Affair                        |
| 2021 | "Bonekinha"                                                    |                    | Lady Leste                    |
| 2021 | "A Queda"                                                      | - PMB: 2× Diamante | Lady Leste                    |
| 2021 | "Leilão"                                                       | - PMB: Diamante    | Lady Leste                    |
| 2022 | "Vermelho"                                                     | - PMB: Diamante    | Lady Leste                    |
| 2022 | "Ameianoite" (com Pabllo Vittar)                               |                    | Noitada                       |
| 2023 | "Proibidona" (com Anitta e Valesca Popozuda)                   |                    | Futuro Fluxo                  |
| 2023 | "Bruxaria 3000" (com Mc Aleff e Yure IDD, part. Pabllo Vittar) |                    | Futuro Fluxo                  |
| 2024 | "Modo Xuxa"                                                    |                    | Futuro Fluxo                  |
| 2024 | "Meu Anjo" (com Gina Garcia)                                   |                    | Tô Pronta                     |
| 2024 | "Fome" (com Junior)                                            |                    | Solo                          |
| 2024 | "Nosso Primeiro Beijo"                                         |                    | Serenata da GG (Ao Vivo)      |
| 2024 | "Larica de Você" (com Grupo Menos é Mais)                      |                    | Serenata da GG (Ao Vivo)      |
| 2024 | "Chelas" (com Sara Correia)                                    |                    | Não adicionado à nenhum álbum |
| 2025 | "Nunca Mais" (com MC Daniel)                                   |                    | Não adicionado à nenhum álbum |

### Como artista convidado
| "Catuaba" (Aretuza Lovi part. Gloria Groove)                                                         | 2016 | —   | Não adicionado à nenhum álbum                      |
| "Liga o Mic" (Murillo Zyess part. Guigo e Gloria Groove)                                             | 2017 | —   | No Recinto                                         |
| "Joga a Bunda" (Aretuza Lovi part. Pabllo Vittar e Gloria Groove)                                    | 2018 | —   | Mercadinho                                         |
| "Quebradeira" (Danna Lisboa part. Gloria Groove)                                                     | 2018 | —   | Ideais                                             |
| "Provocar" (Lexa part. Gloria Groove)                                                                | 2018 | —   | Só Depois do Carnaval                              |
| "Quem Tem Joga" (Drik Barbosa part. Gloria Groove e Karol Conká)                                     | 2019 | —   | Drik Barbosa                                       |
| "Liberdade" (com Analaga)                                                                            | 2019 | —   | Não adicionado à nenhum álbum                      |
| "Chama" (Kafé part. Gloria Groove)                                                                   | 2019 | —   | Chama                                              |
| "Só o Amor" (Preta Gil part. Gloria Groove)                                                          | 2019 | —   | Não adicionado à nenhum álbum                      |
| "Lágrima" (Hiran part. Gloria Groove, Baco Exu do Blues e ÀTTØØXXÁ)                                  | 2019 | —   | Não adicionado à nenhum álbum                      |
| "Sente o Drama" (MC Dora part. Gloria Groove e Drik Barbosa)                                         | 2019 | —   | Não adicionado à nenhum álbum                      |
| "Alavancô" (Karol Conká part. Gloria Groove e Linn da Quebrada)                                      | 2019 | —   | Não adicionado à nenhum álbum                      |
| "Terremoto" (Lia Clark part. Gloria Groove)                                                          | 2019 | —   | É da Pista                                         |
| "Paz, Amor e Grave" (Ruxell part. Gloria Groove e Rincon Sapiência)                                  | 2019 | —   | Paz, Amor e Grave                                  |
| "Nave Cor de Rosa" (Boombeat part. Gloria Groove)                                                    | 2020 | —   | Nem Tudo É Close                                   |
| "Deve Ser Horrível Dormir Sem Mim" (Manu Gavassi part. Gloria Groove)                                | 2020 | 199 | Não adicionado à nenhum álbum                      |
| "Capricórnio" (Xamã part. Neo Beats e Gloria Groove)                                                 | 2020 | —   | Zodíaco                                            |
| "Noite de Caça" (Mateus Carrilho part. Gloria Groove)                                                | 2021 | —   | Não adicionado à nenhum álbum                      |
| "Rolê" (Carol Biazin part. Gloria Groove)                                                            | 2021 | —   | Beijo de Judas                                     |
| "Presente do Céu" (Thiaguinho part. Gloria Groove)                                                   | 2021 | —   | Infinito 2021, Vol. 2                              |
| "Pimenta" (Bivolt part. Gloria Groove)                                                               | 2021 | —   | Nitro                                              |
| "Brazil" (Remix) (com Iggy Azalea)                                                                   | 2021 | —   | Não adicionado à nenhum álbum                      |
| "Onda Poderosa" (Ivete Sangalo part. Gloria Groove)                                                  | 2022 | —   | Onda Boa com Ivete                                 |
| "Furduncin" (DJ Biel do Furduncinho part. Gloria Groove e Luck Muzik)                                | 2023 | —   | Não adicionado à nenhum álbum                      |
| "085" (Remix) (MC Rogerinho part. Gloria Groove)                                                     | 2023 | —   | Não adicionado à nenhum álbum                      |
| "Te Amo Cada Vez Mais (To Love You More)" (Daniel part. Gloria Groove)                               | 2023 | —   | Duas Vozes                                         |
| "Vem Com Tudo" (Rael part. Gloria Groove e Tropkillaz)                                               | 2023 | —   | Não adicionado à nenhum álbum                      |
| "Me Olha nos Olhos" / "Futuro Prometido" / "Não Tem Perdão" (Sorriso Maroto part. Gloria Groove)     | 2023 | —   | Sorriso Eu Gosto no Pagode (Ao Vivo)               |
| "Samurai" (Hamilton de Holanda part. Gloria Groove e Lakecia Benjamin)                               | 2023 | —   | Samurai - Hamilton de Holanda (A Música de Djavan) |
| "—" denota singles que não entraram nas paradas musicais ou não foram lançados em determinado local. |      |     |                                                    |

### Singlespromocionais
| Título | Ano  | Álbum                         |
| --- | ---- | ----------------------------- |
| "Filhos do Arco-Íris" (com Artistas contra a Homofobia)                                                                            | 2017 | Não adicionado à nenhum álbum |
| "Show das Poderosas" (com Anitta)                                                                                                  | 2018 | Não adicionado à nenhum álbum |
| "Quem Tem Fome Tem Pressa" (com Artistas para Ação da Cidadania)                                                                   | 2020 | Não adicionado à nenhum álbum |
| "Maniac" | 2022 | Não adicionado à nenhum álbum |
| "Oops!... I Did It Again" | 2023 | Não adicionado à nenhum álbum |
| "Poesia Acústica 14" (com Pineapple StormTv, Cesar Mc, MC Ryan SP, Lourena, Major RD, Derxan, WIU, Djonga, KayBlack e Salve Malak) | 2023 | Poesia Acústica               |
| "Smoke Gets in Your" | 2024 | Não adicionado à nenhum álbum |

## Outras aparições
| Canção                          | Ano  | Outro(s) artista(s)   | Álbum                         |
| ------------------------------- | ---- | --------------------- | ----------------------------- |
| "Necomancia"                    | 2017 | Linn da Quebrada      | Pajubá                        |
| "Rebola"                        | 2018 | Iza e Carlinhos Brown | Dona de Mim                   |
| "Sem Terror"                    | 2018 | Quebrada Queer        | Ser                           |
| "Um Mundo Ideal"                | 2019 | Lara Suleiman         | Aladdin                       |
| "Correr Para Viver"             | 2019 | —                     | Aladdin                       |
| "Correr Para Viver (Reprise)"   | 2019 | —                     | Aladdin                       |
| "Correr Para Viver (Reprise 2)" | 2019 | —                     | Aladdin                       |
| "Imensidão"                     | 2019 | Kafé                  | Chama                         |
| "Linhas Riquíssimas"            | 2020 | Rico Dalasam          | Modo Diverso 5 Anos           |
| "Medley Lud Session"            | 2021 | Ludmilla              | Não adicionado à nenhum álbum |
| "Numanice Lud Session"          | 2021 | Ludmilla              | Não adicionado à nenhum álbum |
| "Samba in Paris"                | 2022 | Baco Exu do Blues     | QVVJFA?                       |
| "Nossa Música"                  | 2022 | MC Cabelinho          | Little Love                   |
| "Essa Mulher"                   | 2024 | Gina Garcia           | Tô Pronta                     |
| "Retrovisor"                    | 2025 | Negra Li              | O Silêncio que Grita          |

## Videoclipes
| Ano  | Título                             | Outros artistas              | Direção       | Ref.   |
| ---- | ---------------------------------- | ---------------------------- | ------------- | ------ |
| 2016 | "Dona"                             | —                            | João Monteiro | [ 26 ] |
| 2016 | "Império"                          | —                            | João Monteiro | [ 27 ] |
| 2016 | "Catuaba"                          | Aretuza Lovi                 | João Monteiro | [ 28 ] |
| 2017 | "Gloriosa"                         | —                            | João Monteiro | [ 29 ] |
| 2017 | "Muleke Brasileiro"                | —                            | Rafael Kent   | [ 30 ] |
| 2017 | "Liga o Mic"                       | Murillo e Guigo              | Amanda Gatti  |        |
| 2018 | "Joga a Bunda"                     | Aretuza Lovi e Pabllo Vittar | Felipe Sassi  |        |
| 2018 | "Bumbum de Ouro"                   | —                            | Os Primos     |        |
| 2018 | "Arrasta"                          | Leo Santana                  | Felipe Sassi  |        |
| 2018 | "Apaga a Luz"                      | —                            | Felipe Sassi  |        |
| 2018 | "Provocar"                         | Lexa                         | Felipe Sassi  |        |
| 2019 | "Coisa Boa"                        | —                            | Felipe Sassi  |        |
| 2019 | "YoYo"                             | Iza                          | Felipe Sassi  |        |
| 2019 | "Mil Grau"                         | —                            | Samy Elia     |        |
| 2020 | "Incondicional"                    | Gina Garcia                  | Kika Simões   | [ 31 ] |
| 2020 | "A Tua Voz"                        | —                            | João Monteiro | [ 32 ] |
| 2020 | "Vício"                            | —                            | Flávia Lima   | [ 33 ] |
| 2020 | "Sinal"                            | —                            | Gloria Groove |        |
| 2020 | "Suplicar"                         | —                            | João Monteiro |        |
| 2020 | "Radar"                            | —                            | João Monteiro |        |
| 2020 | "Deve Ser Horrível Dormir Sem Mim" | Manu Gavassi                 | Manu Gavassi  |        |